# Ueno Mami
Ueno Mami (上野 真実, sinh ngày 27 tháng 9 năm 1996) là một cầu thủ bóng đá nữ người Nhật Bản.

## Sự nghiệp câu lạc bộ
Sau khi tốt nghiệp trung học, cô gia nhập Ehime FC vào năm 2015.

## Sự nghiệp đội tuyển quốc gia
Ueno là thành viên của đội tuyển U-20 Nhật Bản trong World Cup U-20 2016 và Nhật Bản đã giành hạng 3. Cô đã ghi được 5 bàn thắng và 2 pha kiến tạo và nhận được giải thưởng Chiếc giày vàng. [1] Vào ngày 9 tháng 4 năm 2017, cô đã ra mắt cho đội tuyển quốc gia Nhật Bản đấu với Costa Rica. Cô đã chơi 6 trận cho Nhật Bản.

## Thống kê sự nghiệp
| Nhật Bản  | Nhật Bản | Nhật Bản |
| Năm       | Trận     | Bàn      |
| --------- | -------- | -------- |
| 2017      | 3        | 0        |
| Tổng cộng | 3        | 0        |